# Stig Pettersson
Stig Roland Helmer Pettersson (* 26. März 1935 in Stockholm) ist ein ehemaliger schwedischer Leichtathlet, der sich auf den Hochsprung spezialisiert hatte.

## Aktive Karriere

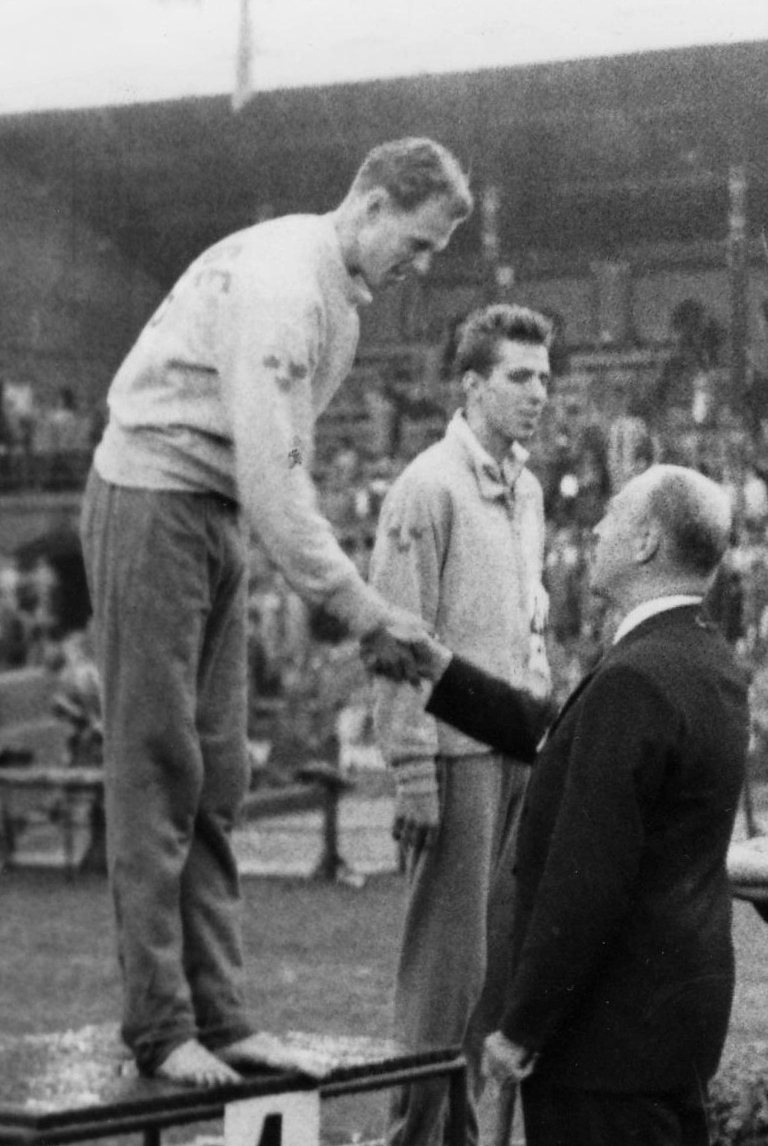
Siegerehrung bei den Europameisterschaften 1958: rechts Stig Pettersson mit Bronze

Pettersson wurde 1956 erstmals schwedischer Meister im Hochsprung und war somit für die Olympischen Spiele 1956 in Melbourne qualifiziert. In Melbourne schaffte Pettersson problemlos die Qualifikationshöhe von 1,92 m. Im Finale sprang er mit 2,06 m olympischen Rekord. Drei weitere Springer hatten diese Höhe ebenfalls gemeistert, Pettersson als einziger erst im dritten Versuch. Bei 2,08 m war dann für ihn Schluss, er belegte den vierten Platz hinter Igor Kaschkarow aus der Sowjetunion. Es siegte der US-Amerikaner Charles Dumas vor dem Australier Chilla Porter.
1957 und 1958 wurde Pettersson wieder schwedischer Meister. Bei den Europameisterschaften 1958, die in Stockholm ausgetragen wurden, sprang er 2,10 m und lag damit hinter dem Tschechoslowaken Jíři Lanský mit gleicher Höhe aber mehr Fehlversuchen auf Platz 3. Europameister wurde Petterssons Teamkamerad Richard Dahl. 1959 und 1960 folgten weitere Landesmeisterschaften. Dabei sprang er 1960 mit 2,13 m einen neuen schwedischen Rekord.
Bei den Olympischen Spielen 1960 in Rom schaffte Pettersson wieder problemlos die Qualifikationshöhe, diesmal 2,00 m. Im Finale übersprang er 2,09 m, blieb damit jedoch auf Platz 5. 1961 und 1962 gewann er die schwedischen Landesmeisterschaften zum sechsten bzw. siebten Mal in Folge. 1962 verbesserte er den schwedischen Rekord auf 2,16 m. Dieser Rekord konnte erst 1968 verbessert werden. 1962 fanden die Europameisterschaften in Belgrad statt. Mit 2,13 m gewann Pettersson die Silbermedaille hinter Waleri Brumel aus der Sowjetunion.
1964 wurde Stig Pettersson zum achten und letzten Mal schwedischer Meister. Zum dritten Mal nahm er in Tokio an Olympischen Spielen teil. Wieder qualifizierte er sich für das Finale. Er übersprang 2,14 m, blieb jedoch wie schon 1956 auf dem undankbaren vierten Platz. 1965 beendete er seine aktive Karriere. Zwischen 1956 und 1964 gehörte Pettersson laut dem US-Leichtathletikmagazin Track & Field News zu den zehn besten Hochspringern der Welt. 1958 führte er die Liste sogar an.

## Spätere Karriere
Bei den Olympischen Spielen 1980 in Moskau war Stig Pettersson Mannschaftsleiter der schwedischen Leichtathleten. Bei der Eröffnungsfeier war er der Fahnenträger der schwedischen Mannschaft.